# Peña Isasa
Peña Isasa es un monte que forma parte de la sierra de Peñalmonte, situada en el sistema Ibérico en La Rioja, en España. Domina toda la comarca de Rioja Baja y su altitud es de 1.474 m s. n. m.
Peña Isasa se ubica entre los valles de los ríos Cidacos y Linares siendo una atalaya natural para vigilar el paso entre el valle del Ebro y la meseta de Soria. Es un monte fácilmente reconocible desde múltiples puntos de la geografía riojana y navarra. Se ubica a 20 km de Calahorra, la población que históricamente ha mantenido su carácter de cabeza de comarca de esa zona. A sus pies se encuentran las poblaciones de Arnedo, Herce y Préjano, divisándose desde su cima el valle del Cidacos y del Linares y poblaciones como Pradejón, El Villar, Calahorra o El Villar de Arnedo.

## El topónimo
El término "isasa" proviene del euskera "isa(t)sa", que significa "retama", arbustillo espinoso de flores, aunque puede ser generalizado para cualquier clase de arbusto espinoso. Este término describe bien el paisaje en el que se halla la montaña y sus alrededores. Hay una cita documental de 1797 en donde la denominan “peña que se llama Issassa”.

## Leyendas
Hay varias leyendas que tienen como referencia la Peña Isasa, algunas de ellas enraizadas en los restos arqueológicos que hay en ella, otras con una palpable relación con la mitología vasca.

### El río del diablo
El río del diablo es un relato conocido en la Sierra La Hez y en Calahorra. La leyenda cuenta que una sirvienta de Calahorra llamada Bergasa tenía la tediosa obligación de ir por agua al río Cidacos que pasa por la base del cerro en el que encumbra la vieja ciudad. La muchacha siempre iba maldiciendo y pidiendo una fuente. Iba diciendo mientras bajaba a por agua "¡Si tuviese aquí la fuente de Valdelloto!". El diablo se hizo eco del deseo de la joven. Se le apareció y le propuso un trato, si se casaba con él, pondría la fuente de Valdelloto en El Raso (la plaza más céntrica de la ciudad). Bergasa aceptó y Satanás comenzó la construcción de la fuente. La fuente manó y su caudal provenía de un río que la gente atribuyó a Satanás llamándolo "Río del Diablo". Ese río es el acueducto romano que proveía a la vieja Calahorra romana, la Calagurris Iulia, de agua. 
El acueducto de Alcanadre suministraba agua a las fuentes públicas de Calahorra. Es una obra que tiene una longitud de 30 km y trae el agua desde la Sierra La Hez. Se ha especulado que fuera romano porque no hay documentación alguna sobre esta obra. No es romano a pesar del  trabajo de "investigación" basado en la leyenda del río del Diablo, realizado en la década de los años 80 del siglo XX por Hilario Pascual González.

### El molino de Sansón
El molino de Sansón es una leyenda que se asemeja a la tradición mitológica vasca-navarra con las figura de los Gentiles (seres poderosos con fuerza descomunal que lanzaban piedras enormes a grandes distancias, desaparecen con el nacimiento de cristo). La leyenda cuenta que Sansón llegó hasta Calahorra huyendo de los filisteos y se hizo molinero regentando el molino que lleva su nombre en dicha ciudad. Los filisteos se enteraron de que estaba en Calahorra y fueron a buscarlo. Sansón cogió una de las muelas del molino y usándola a modo de escudo cargándola a la espalda subió al Monte de Los Agudos y esperó a que fueran a por él. Los filisteos sospechaban que tendría más piedras y que con su fuerza los mataría a todos a pedradas. Sansón cansado de esperar, cogió la gran piedra de molino y la lanzó hasta la peña Isasa donde quedó clavada, los filisteos asustados huyeron a su país.

## Monumentos megalíticos de peña Isasa

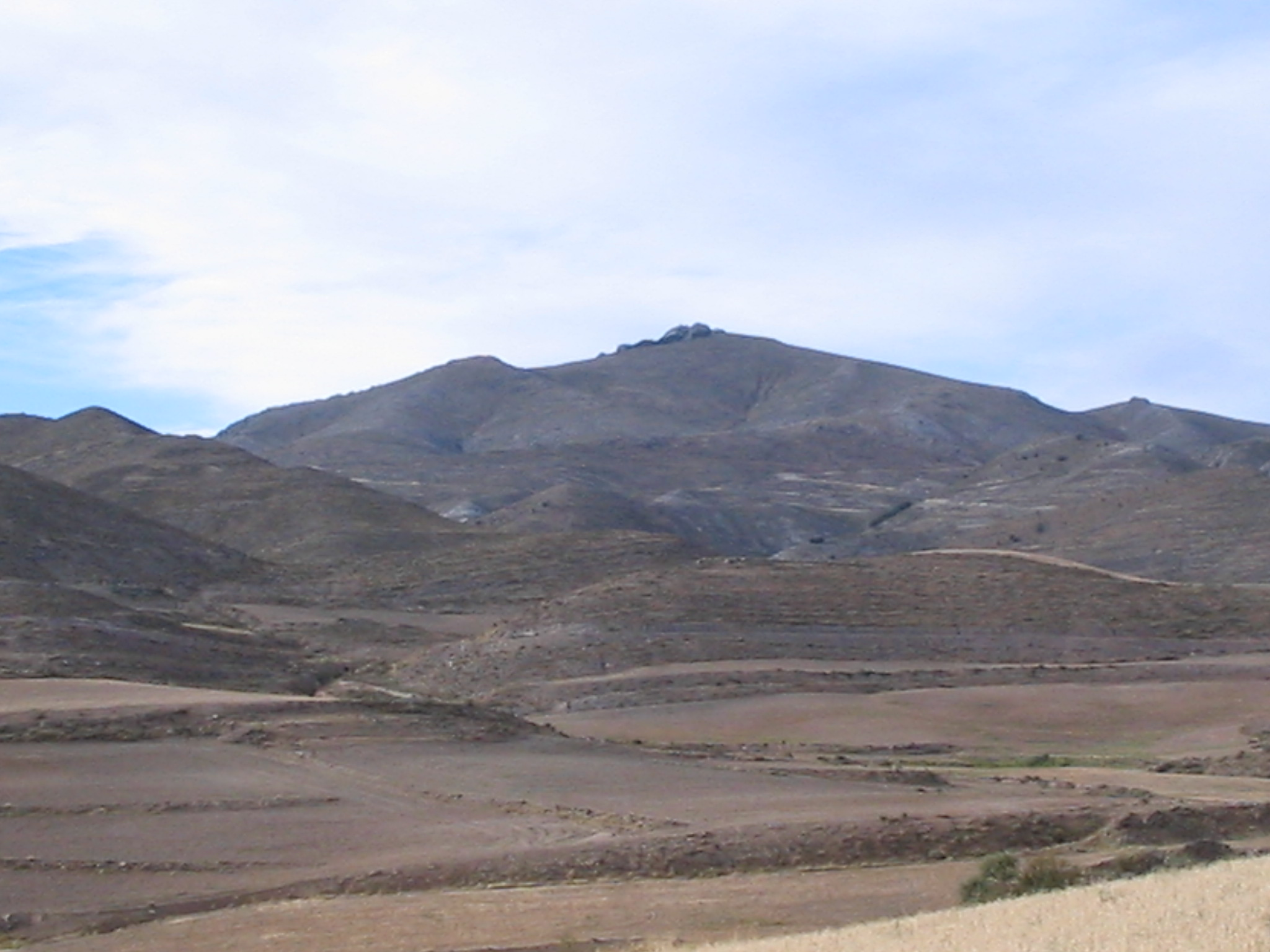
Vista de Peña Isasa desde Muro de Aguas..

Hay un conjunto megalítico compuesto por rocas talladas que podría asociarse a un dolmen de cámara simple con elementos escultóricos antropomorfos en la entrada. El conjunto está formado por una laja, que parece partida y traída al pie del conjunto, una estela de grandes dimensiones, dos bloques monolíticos que forman la cámara sepulcral con cuatro ortostatos más.
La laja tiene un grabado en forma de banda a modo de collar y parece que fue una de las piezas referenciales del conjunto. La estela, que se asocia a la muela de molino que lanzó Sansón, está apoyada en uno de los bloques que limitan la entrada a la cámara sepulcral. Es una piedra semicircular de 1,40 metros de diámetro y una altura visible de 1,60 metros. No es una muela de molino y no fue tallada con herramientas metálicas.
La cámara sepulcral tiene una entrada formada por sendos bloques monolíticos de una altura visible de 1,5 metros y con 1 metros de grueso. El pilar del lado sur destaca por si talla y tiene una forma piramidal. El del lado norte es cilíndrico con base cuadrangular. Los ostratos de la cámara sepulcral están de entre las
encinas que han nacido en ella. Son cuatro piedras de diferentes tamaños que junto a los pilares de entrada conforman el recinto de planta cuadrangular orientado a la salida del sol. El ostrato que está al lado del pilar norte tiene forma de estela, pero está alineado con el resto lo cual condiciona su función. 
Cerca del dolmen hay una roca de tres metros de altura que puede asociarse a un menhir. Tiene dos partes diferenciadas apareciendo en una de ellas algunas decoraciones. La parte superior es de forma triangular y se rodeando la parte más estrecha tiene una franja de 5 Cm tallada, en la parte baja hay una serie de seis cazoletas talladas distribuidas de forma regular y simétrica, son similares a las que se encontraron en la estatua-menhir del dolmen de Navalcán.
Cerca de este menhir hay piedras de forma circular que podrían asociarse a una cantera de muelas de molino, aunque hay razones para pensar que no lo es. La piedra central es de forma circular irregular (puede ser una alegoría astral) y las de su trasera conforman una decoración en forma de almenado. Todo el conjunto se halla sobre una zona de manantiales.
En la zona de Peña Isasa y el valle del Cidacos la superposición de culturas se comienza en época prerromana. Los cultos precristianos se van van cristianizando. La existencia de poblados prehistóricos como los de Sorban, La Marcú y La Torre de Campo Bajo que dejan paso, con la secuencia celtibérica, a la población que daría origen a la Calagurri romana, a la Kalakorikos, que se convierte en el centro de poder del Bajo Cidacos. 
La Calagurris Nasica Iulia romana es un centro al que llegan continuamente nuevos elementos culturales y religiosos que van cuajando lo que explica el temprano establecimiento del cristianismo y la importancia de esa población en la organización religioso-política que de ella surge.

## Escalada
En las cercanías del desplobado de Turruncún  hay cerca de medio centenar de vías de escalada. La mayoría de ellas tiene un nivel de dificultad de entre el V y el 6c. La cima Cruz de Isasa de 1.464 m s. n. m., en forma de castillete rocoso, solo es accesible mediante escalada.

## Ascensión
Desde Préjano (2 horas)
Hay un sendero que lleva, sin perdida, hasta la cima. Préjano está a 697 metros de altitud. Desde allí se sigue el sendero que lleva al yacimiento de icnitas. Tras pasar una pronunciada curva a la izquierda se continúa por una senda dirección sureste remontando la ladera hacia la cumbre. Pasando Fuente Pinilla llegamos al alto del cordal Navalgrande, que se encuentra a 1336 m s. n. m., que se sigue hasta la cumbre.
Desde Turruncún (2 horas)
Un camino forestal acerca el recorrido casi hasta la cima. Turruncún está a una altitud de 899 metros. Desde el área de espaciamiento se coge una amplia pista que lleva a la cumbre. Se atraviesan varias ruibas, entre ellas la de ermita de las vírgenes, pasando al lado de una singular aguja rocosa. Se abandona la pista para ganar altura por la ladera atravesando un pinar para encontrar la pista de nuevo al lado de una fuente se sigue hasta llegar al collado de La Cabezuela a 1.396 m de altitud y de allí, rodando los faldones rocosos de la vertiente oeste, se alcanza la cima.
Desde el cruce entre Villarroya y Muro de Aguas( 2 horas)
El cruce se halla a 933 metros de altitud, desde allí se sigue el cordal hasta a cumbre, pasando por Peña
Gorda (1.180 m) y Navatillo (1.273 m) por donde se llega a La Cabezuela situada a 1.403 metros de altitud. Se baja unos metros hasta un collado que está a 1.396 m,  donde se coge la ruta que viene desde Turruncún.
Desde Muro de Aguas (2 horas)
Por el barranco de La Pedriza se alcanza el alto de Navatillo a 1.277 metros de altura y de allí a al cumbre.

### Variante desde el collado de La Cazuela
Una vez que se haya alcanzado el collado La Cazuela se puede seguir hacia la cima oriental atravesando un original conjunto monolítico. Para ello se coge la senda que va hacia las primeras agujas y se avanza hacía ala cima oriental atravesando una estrecha horcada y un canal de grado de dificultad I que desemboca cerca de la cumbre que se alcanza con un pequeño rodeo llegando a 1.472 m. Pasando por otra canal se llega a la cima principal.